# Mesoleptus invitus
Mesoleptus invitus är en stekelart som först beskrevs av Forster 1876.  Mesoleptus invitus ingår i släktet Mesoleptus och familjen brokparasitsteklar. Inga underarter finns listade i Catalogue of Life.